# Кая Ісаак Самуїлович
Ісаак Самуїлович Кая (18 жовтня 1887 або 5 [17] жовтня 1887, Феодосія, Таврійська губернія — 30 березня 1956, Одеса) — кримчацький педагог, історик, етнограф, лінгвіст, автор першого букваря та підручника для початкових класів кримчацькою мовою, просвітитель, видний громадський діяч.

## Життєпис
Народився 18 жовтня 1887 року в Феодосії в сім'ї дрібного крамаря Шомеля (Самуїла) Кая, який торгував гасом. У 1894 році сім'я переїхала до Карасубазару (теперішній Білогірськ), де він вступає до місцевої Талмуд-Тора.
З дитинства хлопчик виявляв неабиякі здібності і після закінчення навчального закладу карасубазарська кримчацька громада направила його на громадські гроші у м. Вільно (нині Вільнюс) в учительську семінарію. Ісаак Кая став першим кримчаком, який здобув вищу освіту.
У 1910 році, після закінчення семінарії, повернувся до Карасубазару, де організував та очолив першу школу (Талмуд-Тора) для дітей кримчаків, в якій вів навчання рідною мовою. Одночасно створив курси щодо ліквідації неписьменності серед дорослого населення міста. Брав активну участь у роботі Першого з'їзду кримчаків та проведенні Першого перепису кримчацького населення (1913 рік). Був членом правління карасубазарського Товариства допомоги бідним кримчакам-євреям «Агавас Хесед». Після Перших визвольних змагань працював у системі органів освіти Криму, поєднуючи викладацьку діяльність з науково-дослідною та науково-методичною роботою.
1921 року через голод переселився до Сімферополя. Працюючи вчителем, вступив на вечірнє відділення Таврійського університету за спеціальністю «Сходознавство». В 1928 написав дипломну роботу «Кримчаки, їх побут і писемність», відгук на яку склав Віктор Філоненко. Перед початком війни закінчив вечірнє відділення Кримського педінституту за спеціальністю «математика».
1931 року, отримавши напрямок в одну з нововлаштованих шкіл ФЗУ, переїхав до Керчі. У 1939 році померла дружина Ісаака Самуїловича, Ольга Юдівна. Після вигнання з міста німецьких окупантів у 1942 році евакуювався у Алма-Ату. У 1944 році він реевакуювався в м. Краснодар до дочки Клари, а 1948 року разом із родиною переїхав на проживання до Одеси.
Усі роки, до кінця життя, працював педагогом, викладачем фізики та математики старших класів загальноосвітньої школи та вів науково-дослідну роботу з історії та етнографії кримчаків. Останнє місце роботи — середня школа № 30 Ленінського району Одеси.
Помер 30 березня 1956 року від серцевого нападу на 69 році життя. Похований на 3-му єврейському цвинтарі Одеси.

## Культурно-просвітницька та громадська діяльність
Ісаак Кая був людиною енциклопедичних знань. Крім кримчацької, російської та кримськотатарської мов володів давньоєврейською, німецькою, арабською та перською мовами. 1910 року в Сімферополі організував кримчацьке благодійне товариство «Ойзер-Далім», яке допомагало малозабезпеченим отримувати позики на пільгових умовах.
У 1913 році в Карасубазарі відбувся І З'їзд кримчаків, у роботі якого найактивнішу участь брав Ісаак Кая. За підсумками з'їзду передбачалося провести перепис кримчацького населення для з'ясування характеру його розселення, віково-статевого складу, шлюбного та соціально-економічного статусу. Крім того, частина питань носила історичну та етнографічну спрямованість. Організаційна робота та проведення перепису було покладено на Ісаака Кайю. Переписом було охоплено 5282 особи. Заповнені опитувальні листи, кожен з яких містив відповіді на 50 питань, з метою їх збереження, були передані їм на зберігання до Державного музею етнографії СРСР (Ленінград) 1940 року.
У цей самий період Ісаак Кая розпочав свою науково-дослідницьку роботу з історії та етнографії кримчаків, підсумки якої публікувалися на сторінках журналу «Еврейская старина» (1914, 1916). Відповідно до загальнодержавного законодавства про відокремлення школи від церкви 1921 року в Криму було закрито всі мідраші та карасубазарську талмуд-тору. У підсумку практично повністю зруйнувалася сформована система суспільних інститутів кримчаків, що існувала за царатц. Почалося створення принципово нових радянських структур на засадах національно-культурної автономії. Їх очолили громадські діячі, що висунулися ще за царату (Ісаак Кая, А. Пейсах та ін.). За їхньою ініціативою 1926 року було проведено I Всекримський з'їзд культурно-освітніх товариств кримчаків, який висунув розгорнуту програму національно-культурного будівництва. Почалася робота з реформи шкільної освіти, у рамках якої Ісаак Кая написав і видав перший кримчацький буквар (1928) і перший підручник для початкових класів кримчацьких шкіл (1930). Проте внаслідок різкого повороту національної політики держави, до кінця 1930-х років кримчацькі школи, клуби та культурно-просвітницькі товариства було ліквідовано.
З 1924 — член Таврійського товариства історії, археології та етнографії.
У роки Німецько-радянської війни Ісаак Кая із сім'єю жив у м. Керч, окупованому німецько-нацистськими загарбниками. За діями окупаційної влади Ісаак Кая зрозумів, що у місті готується знищення єврейського населення. Для протидії окупантам, він створив ініціативну групу у складі п'яти осіб (І. Кая, І. Валіт, М. Токатли, А. Мізрахі та З. Борохов), яка спробувала довести окупаційній владі, що кримчаки — кримські євреї-талмудисти, у всьому схожі на кримських караїмів і відрізняються від них лише приналежністю до талмудичного юдаїзму та відсутністю міфологеми про своє неєврейське походження. Наведені докази були настільки грамотно сформульовані, що німецька адміністрація відклала приведення розстрілу кримчаків Керчі до отримання додаткового роз'яснення з центру. До кінця грудня з Берліна надійшла відповідь, що керченські кримчаки мають бути розстріляні 3 січня 1942 року. Проте 30 грудня 1941 року Керченсько-Феодосійська десантна операція захопила місто і 826 керченських кримчаків було врятовано. Згодом більшості кримчаків, врятованих перед повторним захопленням міста німцями, вдалося переправитися через Керченську протоку і зберегти своє життя.

## Сім'я
- Дружина — Ольга (Ора) Юдівна Хондо[1][11].

- Діти — Яків, Лев та Клара .

## Список праць
- Ханские ярлыки, данные крымчакам // Еврейская старина. — 1914. — Вып. 1. — С.102—103.
- Народное образование у «крымчаков» // Вестник еврейского просвещения. — 1914 — № 29. — Март. — С.76—79.
- Крымчаки. Этнографический очерк (по личным наблюдениям) // Еврейская старина. — 1916 — Вып.1. С. 397—407.
- По поводу одной крымчакской рукописи // Известия Таврического общества истории, археологии и этнографии. — 1927 — Т. I (58). — С. 100—105.
- Крымчаки в Крыму и дело их просвещения // Оку ишлери. — Симферополь, 1926. — № 8—10 (на крымскотатарском языке арабским шрифтом).
- Qrьmcaq вalalarь icyn ana tilinde alefbet ve oqu kitaвь. Qrьm hukimet neşrijatь. — Simferopol, 1928. — 39 c.
- Руководство для обучения крымскотатарскому языку по новому алфавиту. — Симферополь, 1928.
- Qrьmcaq mekteвleriniŋ ekinçi sьnьfьna maxsus oquv kitaвь. Qrьm devlet neşrijatь. — Simferopol, 1930. — 169 c.
- Крымчаки. Керчь, 1936. — Машинопись. — Личный архив Б. М. Ачкинази.